# نجاة عظيمة (رواية)
نجاة عظيمة هو كتاب من تأليف إليزابيث جورج نشرته دار كتب بانتام (المملوكة الآن لـ رندم هاوس) في 1 مايو 1988، والذي فاز بجائزة أنتوني لأفضل رواية أولى عام 1989.